# Вишни Кубін
|код= 43
}}
Вишни Кубін (словац. Vyšný Kubín, угор. Felsőkubin) — село, громада в окрузі Долни Кубін, Жилінський край, Словаччина. Кадастрова площа громади — 12,742 км² км². Населення — 769 осіб (за оцінкою на 31 грудня 2017 р.).
Перша згадка 1325 року.

## Географія
Протікає Ясеновський потік.

## Населення
| Рік:            | 1994. | 2004.    | 2014.    | 2024.    |
| --------------- | ----- | -------- | -------- | -------- |
| Кількість осіб: | 503   | 561      | 722      | 853      |
| Різниця:        |       | +11,53 % | +28,69 % | +18,14 % |

| Рік:            | 2023. | 2024.   |
| --------------- | ----- | ------- |
| Кількість осіб: | 817   | 853     |
| Різниця:        |       | +4,40 % |